# 광주중학교 축구부
광주중학교 축구부는 경기도 광주시에 위치한 광주중학교의 축구부이다. 광주중학교가 운영하는 축구부로 1991년에 창단 하였다.

## 역사
1991년 창단 이후 김영호 정성룡 국가대표 선수와 같은 여러 축구 선수들을 배출해왔다.

## 같이 보기
- 광주중학교